# Phuopsis stylosa
Phuopsis stylosa là một loài thực vật có hoa trong họ Thiến thảo. Loài này được (Trin.) Hook.f. ex B.D.Jacks. miêu tả khoa học đầu tiên năm 1894.

## Hình ảnh

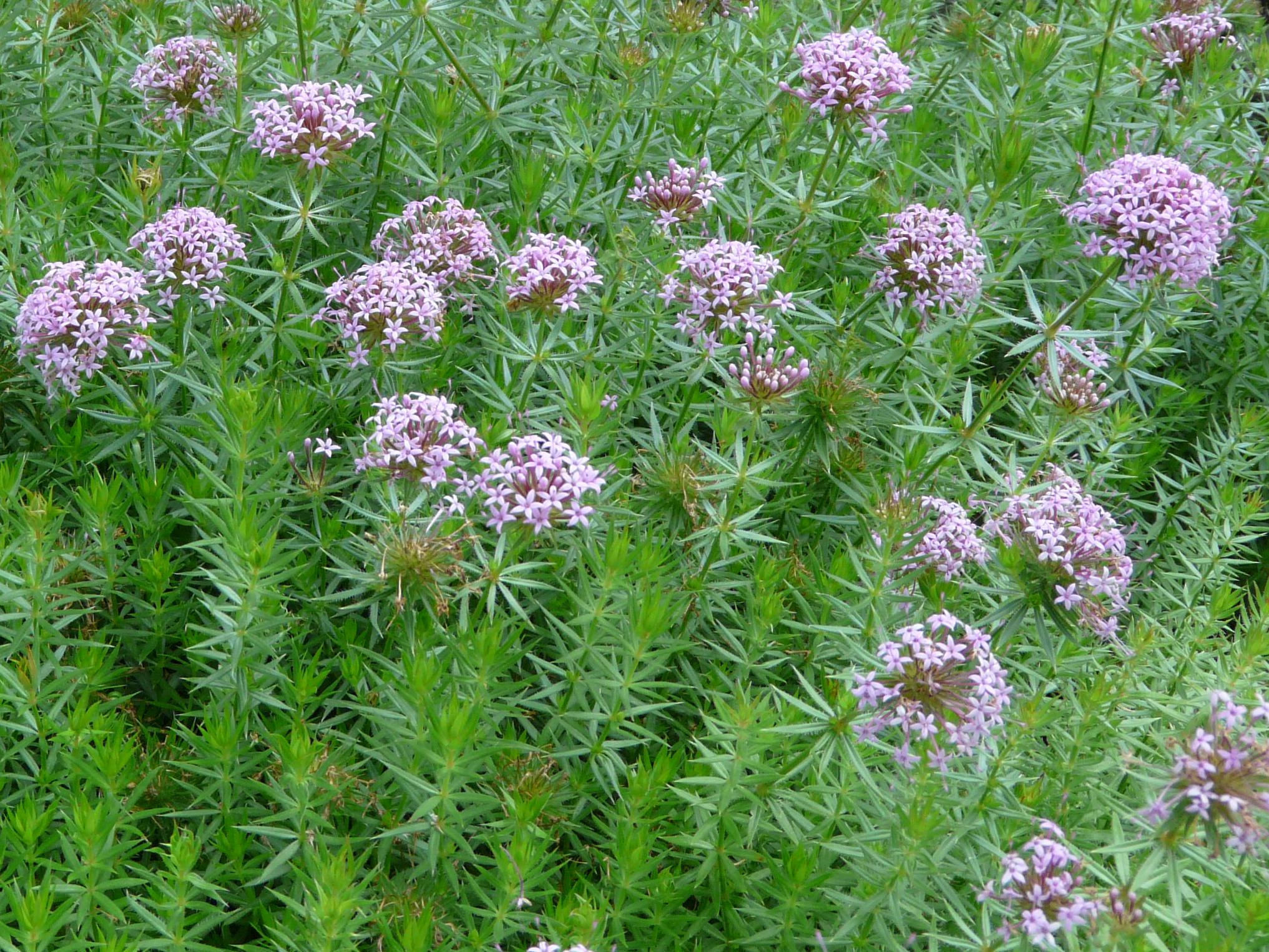
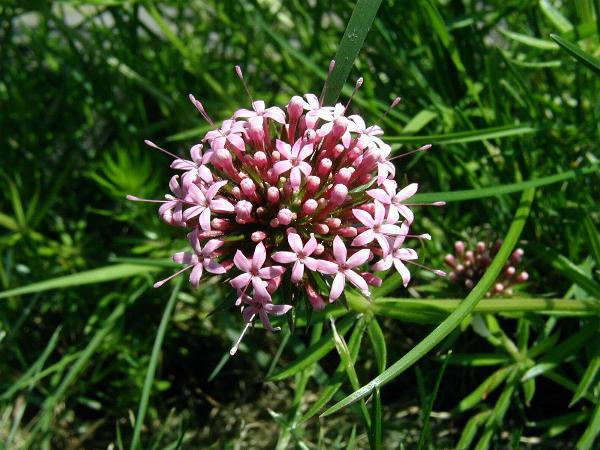
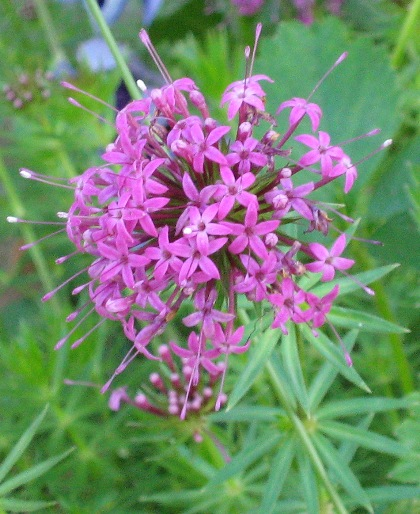
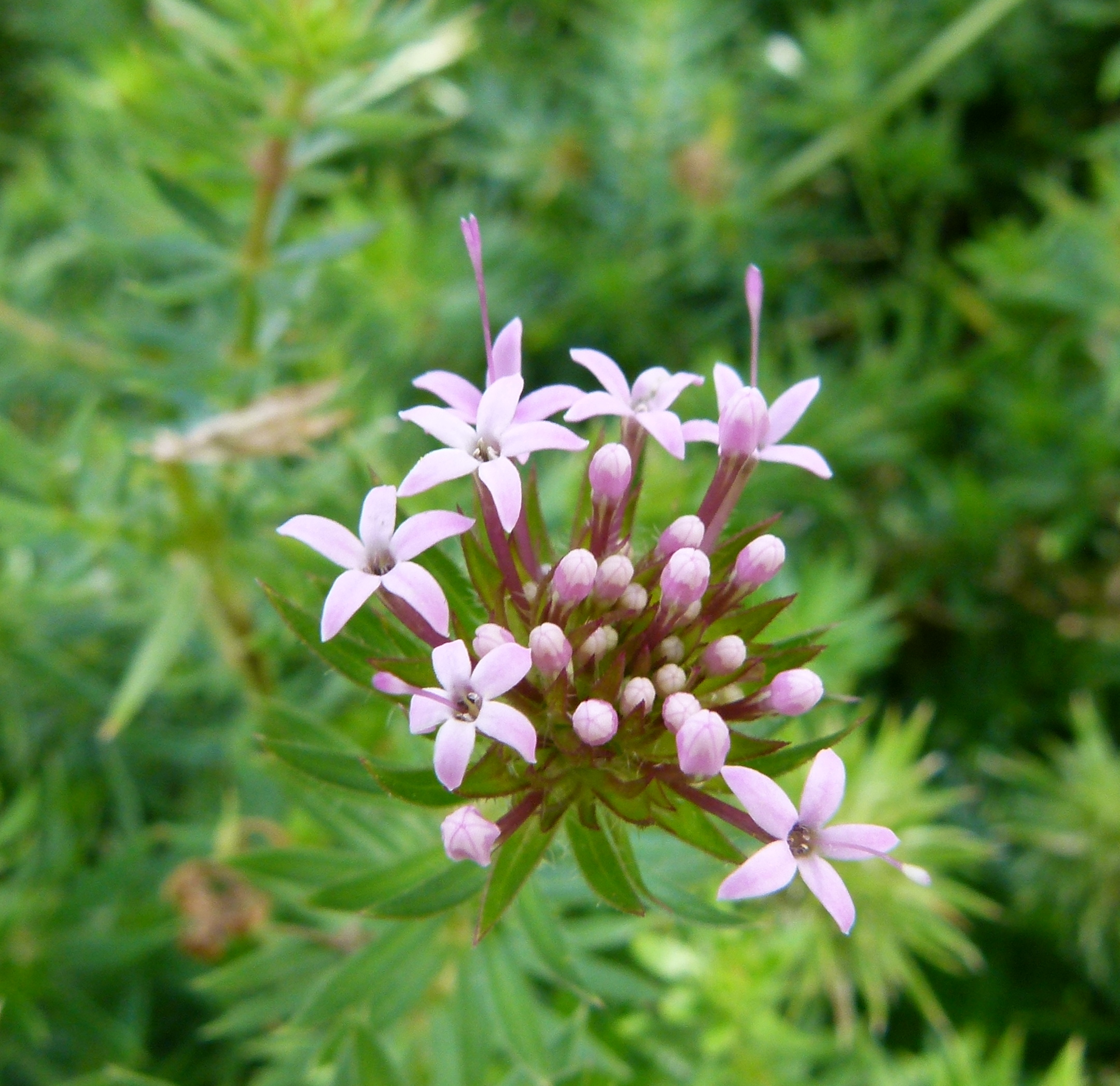